# School Girls
Cet article concerne le film d’Alan Metter. Pour la chanson, voir Girls Just Want to Have Fun.

School Girls (Girls Just Want to Have Fun) est un film américain réalisé par Alan Metter sorti en 1985. C'est un film de danse dans le style de Footloose et Flashdance. Il met en vedette l'actrice Sarah Jessica Parker dans ses débuts au cinéma.
En 2009, la 20th Century Fox et Lakeshore Entertainment ont annoncé travailler sur un remake du film et avoir embauché Michelle Morgan pour écrire le script. Le 20 avril 2023, Village Roadshow a annoncé que ce remake serait réalisé par Elizabeth Banks et écrit par Marja-Lewis Ryan.

## Synopsis
Janey débarque en ville avec sa famille, et se lie rapidement d'amitié avec Lynne. Toutes deux partagent en effet une véritable passion pour la danse. Lorsqu'une compétition de danse par couple lors d'une émission télévisée est organisée, Janey et Lynne souhaitent participer. Mais le père de Janey s'oppose violemment à ce projet. 

## Fiche technique
- Titre original : Girls Just Want to Have Fun
- Titre québécois : Girl Just Want to Have Fun
- Titre français : School  Girls
- Réalisation : Alan Metter
- Scénario : Amy Spies
- Photographie : Thomas E. Ackerman
- Musique : Thomas Newman
- Production : James G. Robinson et Chuck Russell
- Société de distribution : New World Pictures
- Pays : États-Unis
- Genre : comédie musicale, romance
- Durée : 90 minutes
- Dates de sortie : 12 avril 1985 aux États-Unis

## Distribution
- Sarah Jessica Parker (VF : Séverine Morisot) : Janey Glenn
- Lee Montgomery  (VF : Vincent Ropion)  : Jeff Malene
- Helen Hunt (VF : Isabelle Ganz) : Lynne Stone
- Ed Lauter  (VF : Yves Barsacq)  : Colonel Glenn
- Shannen Doherty  (VF : Joëlle Guigui)  : Maggie Malene
- Jonathan Silverman : Drew Boreman
- Holly Gagnier : Natalie Sands
- Biff Yeager (en) : M. Malene
- Margaret Howell : Mme Glenn
- Ian Giatti : Zach Glenn
- Charene Cathleen  (VF : Virginie Ledieu)  : Patty
- Terence McGovern : Ira
- Kristi Somers : Rikki

## Musique
1. (Come On) Shout – Alex Brown (Marti Sharron, Gary Skardina)
2. On the Loose – Chris Farren (Glenn Frey, Jack Tempchin)
3. I Can Fly - Rainey (Duncan Pain, Mark Holding, Don Grady, Laurie Riley)
4. Dancing in Heaven (Orbital Be-Bop) – Q-Feel (Martin Page, Brian Fairweather)
5. Girls Just Want to Have Fun – Deborah Galli, Tami Holbrook et Meredith Marshall (Robert Hazard)
6. Dancing in the Street – Animotion (Marvin Gaye, William Stevenson, Ivory Joe Hunter)
7. Too Cruel – Amy Hart (Amy Hart, Tim Tobias)
8. Technique – Rainey (Jay Levy, Jack Conrad)
9. Wake Up the Neighborhood – Holland (Tom Holland, Joey Cetner, Mike Batio)

Bien que le titre du film de 1985 soit basé sur le succès de 1983 de Cyndi Lauper, la version de la chanson par Cyndi Lauper ne figure pas dans le film en raison de problèmes de droits. Au lieu de cela, c'est une reprise de la chanson par Deborah Galli, Tami Holbrook et Meredith Marshall qui est utilisée. La chanson la plus populaire de la bande originale est « (Come On) Shout », interprétée par le chanteur de studio Alex Brown. La chanson et le clip qui l'accompagne ont apporté à Brown une célébrité momentanée lors de la sortie du film.